# Championnat d'Irlande du Nord de football 2008-2009
Navigation
Édition précédente Édition suivante
La saison 2008-2009 d'IFA Premiership est la cent-septième édition de la première division nord-irlandaise et la première sous cette nouvelle appellation.
Lors de cette saison, Linfield va tenter de conserver son titre de champion face aux onze meilleurs clubs nord-irlandais lors d'une série de matchs se déroulant sur toute l'année.
La Coupe Intertoto ayant vu sa dernière édition en 2008, seules trois places sont qualificatives pour les compétitions européennes, la quatrième place étant celles du vainqueur de la coupe d'Irlande du Nord 2008-2009.

## Qualifications en coupe d'Europe
À l'issue de la saison, le champion participera au 2e tour de qualification des champions de la Ligue des champions 2009-2010.
Le vainqueur de la  coupe d'Irlande du Nord prendra la première place en Ligue Europa 2009-2010, s'il ne s'agit pas du champion, dans le cas contraire la place reviendra au deuxième du championnat. Les deux dernières places en Ligue Europa reviendront aux deuxième et troisième du championnat si ceux-ci ne sont pas déjà qualifiés, si c'est effectivement le cas, le quatrième récupèrera une place en coupe d'Europe.

## Les 12 clubs participants
| Club             | Stade                 | Capacité | Ville     |
| ---------------- | --------------------- | -------- | --------- |
| Ballymena United | The Showgrounds       | 8000     | Ballymena |
| Bangor           | Clandeboye Park       | 4000     | Bangor    |
| Cliftonville     | Solitude              | 8000     | Belfast   |
| Coleraine        | The Showgrounds       | 6500     | Coleraine |
| Crusaders        | Seaview               | 6500     | Belfast   |
| Distillery       | New Grosvenor Stadium | 8000     | Lisburn   |
| Dungannon Swifts | Stangmore Park        | 3000     | Dungannon |
| Glenavon         | Mourneview Park       | 5500     | Lurgan    |
| Glentoran        | The Oval              | 15250    | Belfast   |
| Institute        | YMCA Grounds          | 4000     | Drumahoe  |
| Linfield         | Windsor Park          | 20400    | Belfast   |
| Newry City       | The Showgrounds       | 6500     | Newry     |

## Classement
| Rang | Équipe                 | Pts | J  | G  | N  | P  | Bp | Bc | Diff |
| ---- | ---------------------- | --- | -- | -- | -- | -- | -- | -- | ---- |
| 1    | Glentoran              | 81  | 38 | 24 | 9  | 5  | 63 | 36 | +27  |
| 2    | Linfield T             | 80  | 38 | 24 | 8  | 6  | 69 | 28 | +41  |
| 3    | Crusaders C            | 62  | 38 | 16 | 14 | 8  | 63 | 45 | +18  |
| 4    | Distillery             | 56  | 38 | 15 | 11 | 12 | 53 | 41 | +12  |
| 5    | Coleraine              | 51  | 38 | 15 | 6  | 17 | 46 | 51 | -5   |
| 6    | Cliftonville           | 50  | 38 | 12 | 14 | 12 | 52 | 48 | +4   |
| 7    | Institute              | 48  | 38 | 13 | 9  | 16 | 47 | 55 | -8   |
| 8    | Newry City             | 44  | 38 | 11 | 11 | 16 | 47 | 57 | -10  |
| 9    | Glenavon               | 41  | 38 | 11 | 8  | 19 | 49 | 63 | -14  |
| 10   | Ballymena United       | 41  | 38 | 11 | 8  | 19 | 39 | 57 | -18  |
| 11   | Bangor Football Club P | 36  | 38 | 9  | 9  | 20 | 42 | 67 | -25  |
| 12   | Dungannon Swifts       | 35  | 38 | 8  | 11 | 19 | 49 | 71 | -22  |

|     | Ligue des champions de l'UEFA 2009-2010 (2e Tour de qualification des champions) |
|     | Ligue Europa 2009-2010 (2e Tour de qualification)                                |
|     | Ligue Europa 2009-2010 (1er Tour de qualification)                               |
|     | Qualification pour le barrage de relégation                                      |
|     | Relégation en IFA Championship                                                   |
| T   | Tenant du titre 2007-2008                                                        |
| P   | Promu 2007-2008                                                                  |
| C   | Vainqueur de la Coupe d'Irlande du Nord 2008-2009                                |
| (L) | Vainqueur de la Coupe de la Ligue 2008-2009                                      |

### Barrage
L'avant dernier d'IFA Premiership a affronté la deuxième meilleure équipe d'IFA Premiership et s'est maintenu grâce à son but marqué sur terrain adverse.
|        | Club                           | Score | Club             |
| ------ | ------------------------------ | ----- | ---------------- |
| Aller  | Donegal Celtic                 | 2-1   | Dungannon Swifts |
| Retour | Dungannon Swifts Football Club | 1-0   | Donegal Celtic   |

## Bilan de la saison
| Tableau d'Honneur       |           |
| Compétition             | Vainqueur |
| IFA Premiership         | Glentoran |
| Coupe d'Irlande du Nord | Crusaders |
| Coupe de la Ligue       | Portadown |

| Qualifications européennes 2009-2010   |                     |
| Ligue des champions                    | Qualifiés           |
| 2e tour de qualification des champions | Glentoran           |
| Ligue Europa                           | Qualifiés           |
| 2e tour de qualification               | Crusaders           |
| 1er tour de qualification              | Linfield Distillery |

| Promotions et relégations    |           |
| Relégués en IFA Championship | Bangor    |
| Promus d'IFA Championship    | Portadown |